# Konstrukcja sumikowo-łątkowa

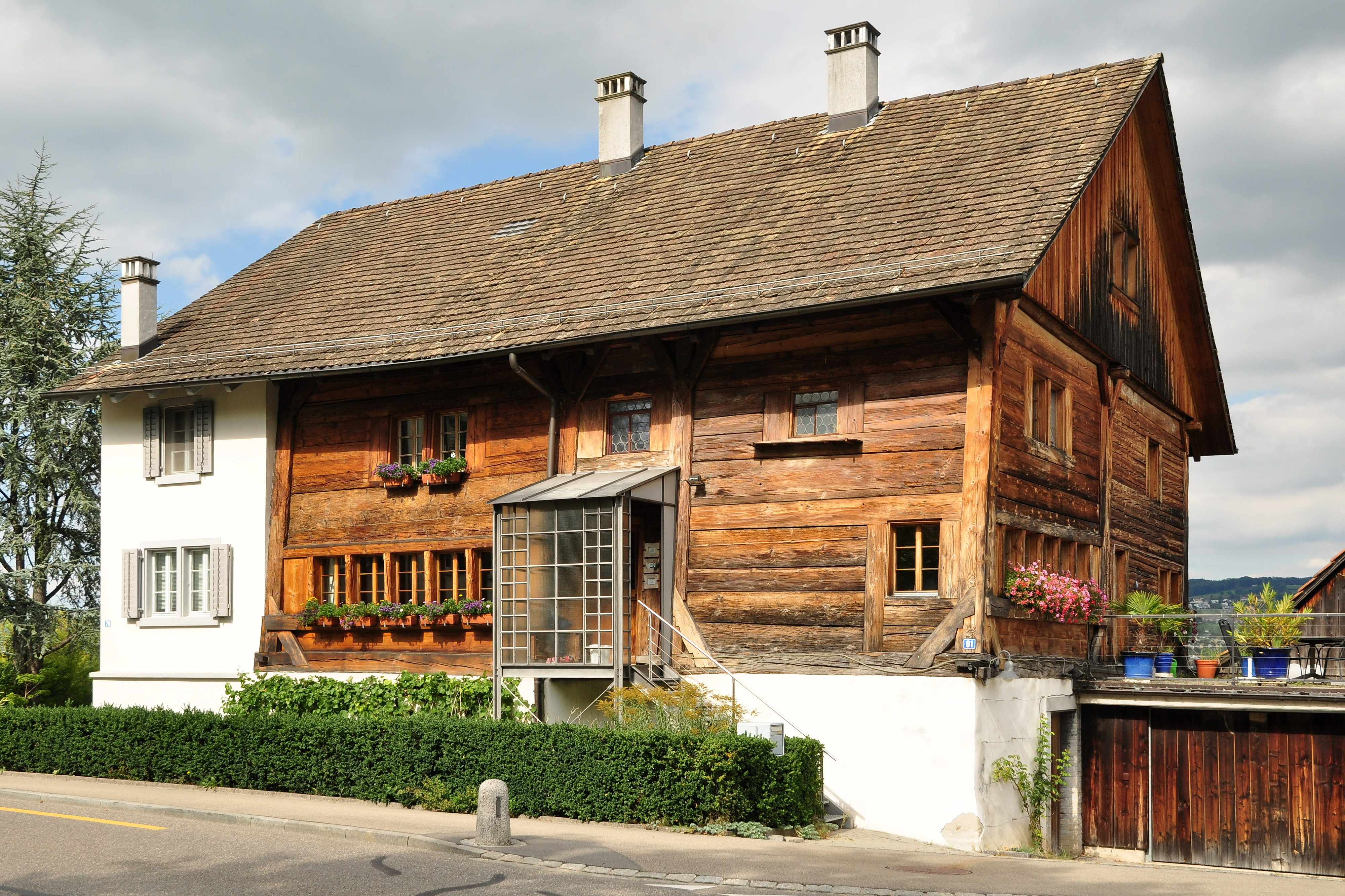
Dom z konstrukcją sumikowo-łątkową przy ul. Alte Landstrasse 79/81 w Oberrieden (Szwajcaria)

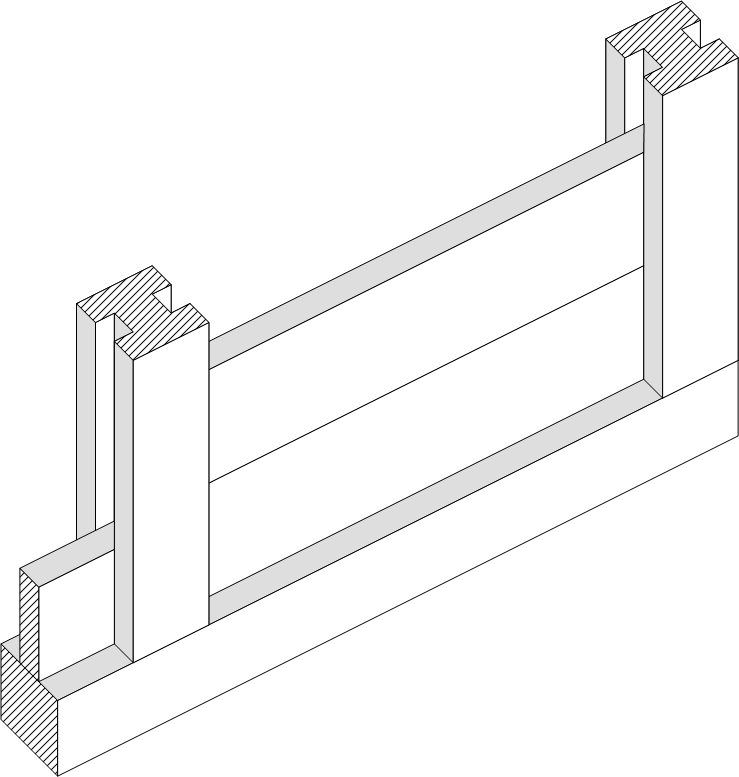
Schemat

Konstrukcja sumikowo-łątkowa – rodzaj szkieletowej konstrukcji ściany składającej się z następujących elementów:
- podwalina – belka pozioma oparta na fundamencie
- słupki (łątki) – elementy pionowe połączone na czopy z podwaliną i oczepem. W słupkach w konstrukcji tradycyjnej są wykonane podłużne wyżłobienia, czasem bruzdy otrzymuje się przez nabicie listew.
- oczep – górna belka zamykająca ścianę
- sumiki – poziome bale wsuwane w wyżłobienia w łątkach[1]
- miecze – czasem stosowane w narożach budynku. Pełnią podobną rolę jak zastrzały w konstrukcji szachulcowej, czyli usztywniają konstrukcję.

Budynki o tej konstrukcji (tworzone z krótkich sumików) powstawały na terenach z mniejszym dostępem do dobrego budulca drzewnego, rzadziej porośniętych lasami. Można spotkać je jeszcze na terenach wiejskich w Polsce. Część budynków zostało przeniesionych do skansenów etnograficznych.
W nowszych konstrukcjach sumiki zastępuje się deskami 36 mm w dwóch warstwach, ze szczeliną między nimi, wpuszczonymi w łątki. Wypełnienie szczeliny materiałem ciepłochronnym poprawia właściwości izolacyjne ścian. Współczesne metody wypełniania szkieletu polegają na stworzeniu ścian 5- lub nawet 7-warstwowych z czego 2 warstwy stanowi odeskowanie zewnętrzne i wewnętrzne, jedną lub dwie warstwy tworzy materiał ciepłochronny ewentualnie jedną warstwę stanowi papa smołowaną na wewnętrznej stronie odeskowania wewnętrznego (chroni przed wilgocią-parą z ogrzanego pomieszczenia), lub papa surowa na wewnętrznej stronie odeskowania zewnętrznego (chroni przed wiatrem; nie należy stosować w tym miejscu papy smołowanej z uwagi na możliwość kondensacji pary na papie co powoduje przyśpieszone procesy gnilne).
Ten typ budowli jest uważany za prekursora konstrukcji szachulcowej.

## Historia

### Wykorzystanie w Europie
W 2018, podczas budowy autostrady odkryto dębową konstrukcję studni wykonaną metodą sumikowo-łątkową w Czechach, w pobliżu Ostrowa w rejonie Pardubic. Drewno było dobrze zachowane, ponieważ było zanurzone w wodzie. Jego wiek ustalono metodą dendrochronologiczną, datując słoje - dęby użyte do budowy studni zostały ścięte na przełomie lat 5256/5255 p.n.e., a zaczęły rosnąć w 5481 p.n.e., w okresie wczesnego neolitu, ponad 7000 lat temu. „Kształt poszczególnych elementów konstrukcyjnych i ślady narzędzi zachowane na ich powierzchni potwierdzają wyrafinowane umiejętności ciesielskie” zauważają naukowcy.

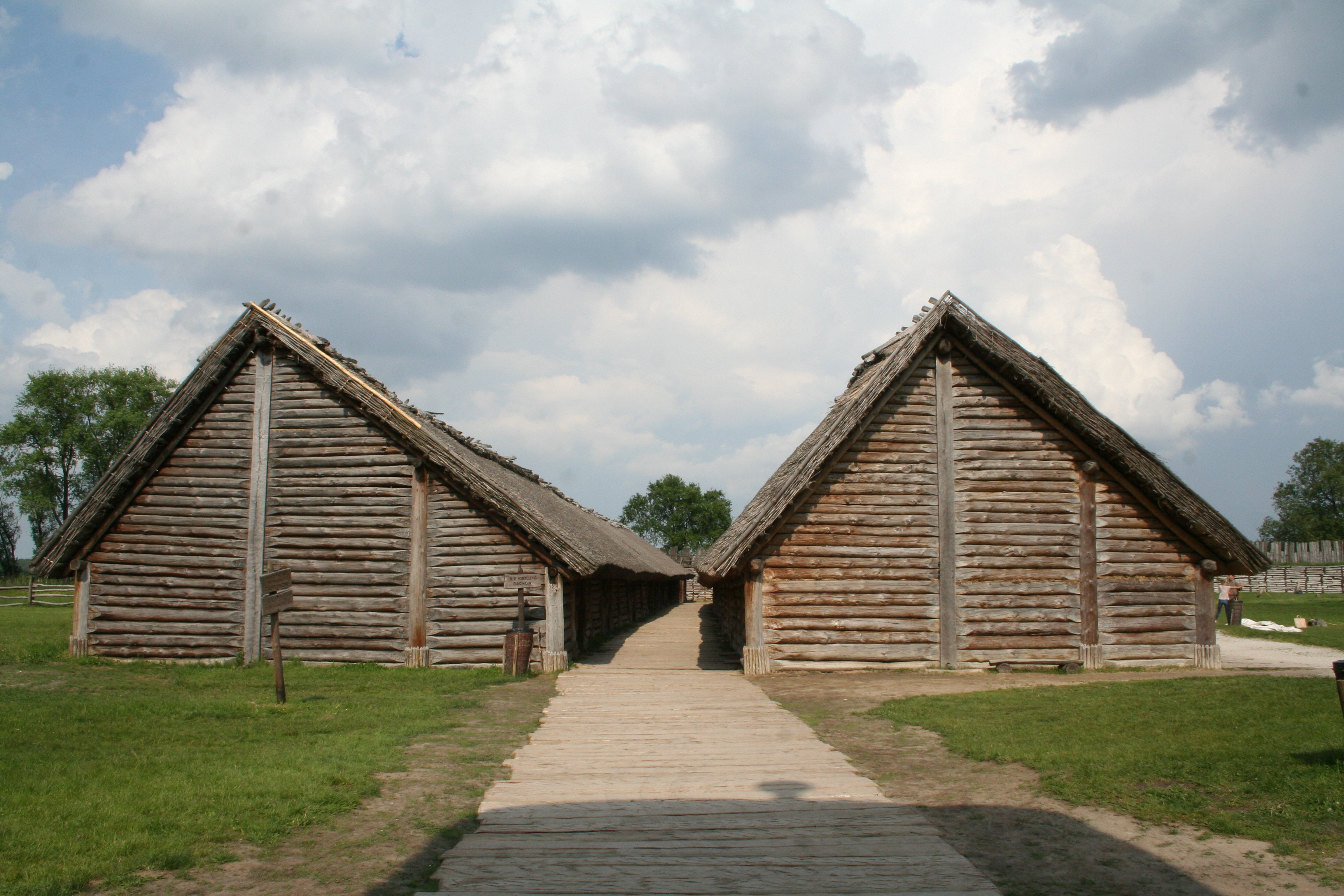
Rekonstrukcja budynków w Biskupinie z ok. 738 p.n.e.

„Wspieranie poziomych belek przez słupki narożne jest starą formą budownictwa w Europie. Najwyraźniej została ona przeniesiona na większość pozostałej części kontynentu ze Śląska przez kulturę łużycką pod koniec epoki brązu.” Na terytorium występowania kultury łużyckiej znajduje się stanowisko archeologiczne i skansen archeologiczny w Biskupinie, w którym znaleziono i zrekonstruowano pozostałości takich budowli. Znalezione konstrukcje datowane są na lata 747–722 p.n.e. Ta historyczna ciesiołka znana jest w południowej Szwecji (skiftesverk), szczególnie na Gotlandii, gdzie znana jest również jako bulhus, w Niemczech, w Polsce, w tym na Śląsku, w Czechach, na Węgrzech, Litwie, w Szwajcarii, Austrii.

### Wykorzystanie w Ameryce Północnej
Niektórzy badacze uważają, że ta metoda budowy została wprowadzona w Stanach Zjednoczonych przez Niemców przybyłych z terenów Alp lub Szwajcarii, a także przez francuskich traperów, pracujących dla Kompanii Zatoki Hudsona. Inni, którzy badali rozwój budownictwa domu mieszkalnego w Nowej Francji, uważają, że metoda ta została wypracowana w Kanadzie jako lokalna adaptacja domu z muru pruskiego, rozprzestrzeniając się z Quebecu w stronę Pacyfiku dzięki Kompanii Zatoki Hudsona. Kompania Zatoki Hudsona stosowała ten styl budownictwa w większości swoich placówek, aż po wybrzeża Pacyfiku.
Niektóre przykłady ocalałych domów tego typu to Cray House w Stevensville w Maryland, powstały około 1809, Jacob Highbarger House w Maryland z 1832 i George Diehl Homestead.
Red River Frame to popularna nazwa techniki budowy sumikowo-łątkowej zastosowanej w kolonii Red River w XIX w. Styl budynku charakteryzował się drewnianą konstrukcją z poziomym wypełnieniem z bali. Przestrzenie między balami były wypełniane gliną i słomą. Zewnętrzna strona była albo bielona powłoką wapienno-wodną, albo w późniejszych latach powierzchnia zewnętrzna była pokrywana deskowaniem typu siding. Ten styl był popularny, ponieważ mógł wykorzystywać mniejsze drzewa na sumiki – najdłuższe drzewa potrzebne były do słupków pionowych. Dom kierownika farmy w Lower Fort Garry, dom Williama Browna w Muzeum Historycznym St. James-Assiniboia w Winnipeg, historyczny magazyn futer w Fort St. James National Historic Site i Riel House w Winnipeg w Manitobie, są doskonałymi przykładami konstrukcji szkieletowej znad Red River.

#### Konstrukcja sumikowo-łątkowa w hrabstwie Lancaster (Pensylwania)
W południowo-wschodniej Pensylwanii w licznych domach z bali znajdują się narożne łątki. W wielu przypadkach domy te mają stężenia ukośne, które przypominają szachulcową architekturę Europy. Szacuje się , że w hrabstwie Lancaster w Pensylwanii około jedna czwarta domów z bali jest typu sumikowo-łątkowego.